# Le Bouchet-Saint-Nicolas
Le Bouchet-Saint-Nicolas là một xã thuộc tỉnh Haute-Loire nam trung bộ nước Pháp. Xã Le Bouchet-Saint-Nicolas nằm ở khu vực có độ cao trung bình 1228 mét trên mực nước biển.